# Onze Roeping

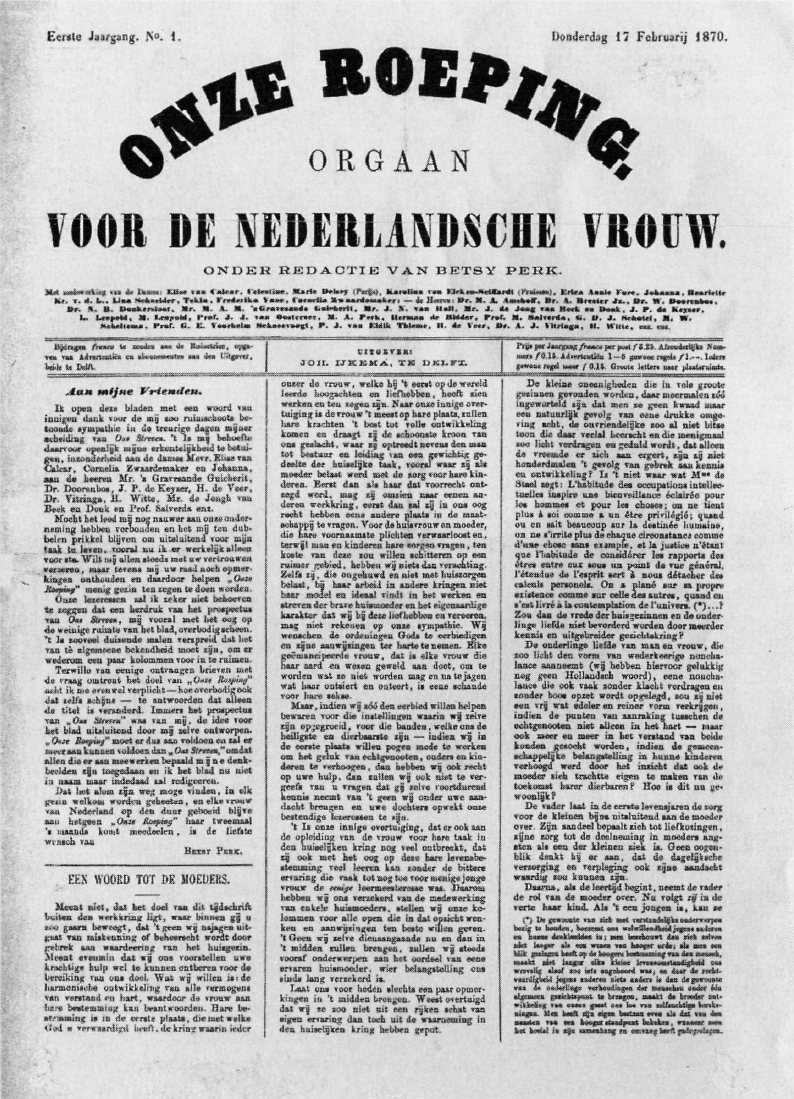
Eerste aflevering van Onze Roeping. Orgaan voor de Nederlandsche vrouw (17 febr. 1870), geredigeerd door Betsy Perk.

Onze Roeping. Orgaan voor de Nederlandsche vrouw was een vrouwentijdschrift en vormde vanaf 1871 een orgaan van de Algemeene Nederlandsche Vrouwenvereeniging Arbeid Adelt. Het tijdschrift heeft bestaan tussen 1870 en 1873.

## Geschiedenis
Het tijdschrift werd in het leven geroepen door Betsy Perk (1833-1906), als reactie op haar aftreden als hoofdredacteur van het tijdschrift Ons Streven. Weekblad gewijd aan de ontwikkeling der vrouw (1870-1878). In eerste instantie wilde Perk het nieuwe blad uitgeven met de titel Ons Doel. Orgaan voor vrouwen, maar dit werd voor de eerste publicatie veranderd.
Op 17 februari 1870 was het eerste nummer van Onze Roeping landelijk verkrijgbaar. De uitgever was de Delftse Joh. Ykema. Het tijdschrift stond geheel in het teken van vrouwenemancipatie en had organiserende, activerende en emancipatoire doelstellingen, waaraan de titel refereerde.
Onze Roeping werd het orgaan van de Algemeene Nederlandsche Vrouwenvereeniging Arbeid Adelt, die in 1871 ook door Betsy Perk werd opgericht. Algemeene Nederlandsche Vrouwenvereeniging Arbeid Adelt droeg na een fusie vanaf 1953 de naam Tesselschade-Arbeid Adelt. De oorspronkelijke vereniging streefde ernaar de mogelijkheden tot het zelfstandig verwerven van inkomsten voor vrouwen uit de hogere standen te vergroten. In het tijdschrift werden de verenigingsverslagen en -mededelingen van Arbeid Adelt gepubliceerd.
Het tijdschrift verscheen gedurende de eerste jaren twee keer per maand. Afwisselend bevatte het blad algemeen-informatieve essays, nieuws op het gebied van vrouwenemancipatie, rubrieken met natuurwetenschappelijke onderwerpen voor vrouwen, fictioneel proza, recensies, correspondentie en advertenties.
Bij het begin van de laatste jaargang (1873) veranderde Onze Roeping in een maandblad en werd het uitgegeven in een klein boekformaat in plaats van een krantenformaat. De ondertitel Orgaan voor de Nederlandsche vrouw veranderde in Orgaan der Algem. Nederl. Vrouwenvereeniging 'Arbeid Adelt'. Het tijdschrift kwam toen meer in dienst te staan van Arbeid Adelt.
Na vier jaargangen werd de uitgave van Onze Roeping onder andere wegens financiële redenen gestaakt.